# John Douglas (7e marquis de Queensberry)
Pour les articles homonymes, voir John Douglas.
John Douglas, 7e marquis de Queensberry (1779 - 19 décembre 1856), est un homme politique écossais Whig.

## Biographie
Il est le fils de William Douglas (4e baronnet) (décédé le 16 mai 1783) et de sa femme Grace Johnstone, décédée le 25 mars 1836 et succède à son frère aîné Charles Douglas (6e marquis de Queensberry) (1777-1837) en décembre 1837 comme marquis. La même année, il est nommé Lord-in-waiting (whip du gouvernement à la Chambre des lords) au sein de l'administration whig de Lord Melbourne, poste qu'il occupe jusqu'à la chute du gouvernement en 1841. Entre 1837 et 1850, il est également Lord Lieutenant de Dumfries.
Lord Queensberry épouse Sarah (décédée le 13 novembre 1864), fille de James Sholto Douglas, le 16 juillet 1817. Il est remplacé par son fils Archibald Douglas (8e marquis de Queensberry)